# 折原颯
折原 颯（おりはら りく、3月28日 - ）は日本のベーシストである。新潟県生まれで埼玉県育ち。

## 概要
ベースギターを担当し、95年にTHE Grokkey Boysでステージデビューする。
後に、ヒステリックやテイルズなどのバンドを経て「折原りく」名義でソロデビューする。
主にスラップベースを演奏スタイルとしその楽曲センスは抜群のベーシストである。
スラップベースを司るアーティスト。
スラップベースならこの国で5本の指に入ると噂もされている。
2015年に「折原りく」から「折原颯」へ名前の表記を平仮名から漢字へ変更した。
ちなみに、アーティスト名の「折原りく」は祖母の名前であるらしい。
タバコは吸わない。
グリコアイスクリーム友の会会員
愛器であるベースギターの愛称は「駒槻 コマツキ」利き腕は右。
「天外 テンガイ」という技を持っている。
アーティストのこだわりで曲のタイトルを人名にしている。
好きな漢字は「槻」なぜかは不明。
髪型で左目を隠しているのは、過去に左目を痛めた為だそう。
影響を受けたベーシスト：マーカスミラー、須藤滿など
好きなタレントは江頭2:50
座右の銘：あきらめる理由を考えるなら、成功の道筋を探せ
趣味：御朱印集め
主な使用機材：ベースギター サドウスキーオリハラリクカスタム（5弦）、ベースアンプ トレースエリオット
ベースキャビネット トレースエリオット
ケーブル EX-Pro、弦 DR、その他のエフェクターなどよく変更する
血液型：AB型
ジャンル：ベースインスト、ロックなど
職業：ベーシスト、アーティスト
担当楽器：エレクトリックベース
身長：173cm
足のサイズ：26.5cm
好きな色：エンジ